# Aventurin
Aventurin eller aventurinkvarts er en varietet af kvarts, der benyttes som smykkesten. Mineralet er mikrokrystalinsk med indlejrede flager af glimmer, hæmatit eller fuchsit. Aventurinkvarts er specielt derved, at det er navngivet efter en særlig form for glas, aventuringlas, der skal være blevet opfundet ved et tilfælde (per avventura) af en glasmager på Murano, glasmagerøen som er en del af Venedig. Smeltet glas blev blandet med kobberfilspåner, hvilket gav et glas med en smuk glimmereffekt.

## Forekomst
Aventurinkvarts findes mange steder: i Europa, Kina, Indien, Brasilien, Ural, Sibirien, Tibet (i en gul form blandet med sandsten) og Californien.

## Anvendelse og overtro
Stenen slibes til smykkesten, enten som perler eller som cabochons. Den kan også slibes til figurer og signeter. 
Aventurinkvarts har fået sit navn sent og har ikke påkaldt sig nogen særlig opmærksomhed. Der er derfor ikke knyttet nogen speciel overtro til stenen. 